# Kampftruppenschule III
Die Kampftruppenschule III (KpfTrS III) war eine Ausbildungseinrichtung des Heeres der Bundeswehr. Auftrag war die lehrgangsgebundene Ausbildung der Soldaten der Panzerjägertruppe.
Die Schule wurde am 1. April 1956 in der Tirpitz-Kaserne in Bremen-Grohn als Panzerjägerschule (PzJgS) aufgestellt. Im April 1958 verlegte die Ausbildungseinrichtung nach Munster in die Liegenschaft Panzertruppenschule. Im April 1959 erfolgte die Umbenennung in Panzerabwehrschule (PzAbwS). 1963 wurde die Dienststelle mit der Mörser-Inspektion der Infanterieschule in Hammelburg zur Kampftruppenschule III vereinigt. 1972 erfolgte die Zusammenlegung mit der Kampftruppenschule II zur Kampftruppenschule II/III.
Kommandeure
- Oberst Johannes Rohwedder: von 1956 bis 1958
- Oberst Hermann Miltzow: von 1958 bis 1. September 1961
- Oberst Fritz Möller: von 1. September 1961 bis März 1964
- Oberst Gerd Ruge: von April 1964 bis 1971
- Oberst Georg von Plettenberg: 1971/72